# 405
405 је била проста година.

## Догађаји
- Цар Хонорије затвара Флавијев амфитеатар (Колосеум), у оквиру строге штедње којом се укидају забаве.
- Стилихон, римски генерал (магистер милитум), наређује да се сибилинске књиге спале, према римском песнику Рутилију Клаудију Наматијану.
- Стилихон разбија коалицију Вандала, Острогота и Квадија са војском подигнутом од снага на рајнској граници, остављајући овај сектор опасно ослабљен.
- Рат Радагаиса: Краљ Радагајст предводи инвазију са снагама од 20.000 људи и прелази Алпе. Проводи зиму у долини реке По и посматра га Стилихон, који нема довољно снаге да припреми офанзиву против освајачких немачких племена. Тачан број миграција је непознат, вероватно скоро 100.000, укључујући Алане, Бургунде, Готе, Вандале и друга мања племена.
- Флавије Аеције је послат као дете талац на двор Алариха I, краља Визигота.
- Кидани се први пут помиње у кинеским хроникама. Они лутају дуж граница Кара-мурена и чине део Донгху (Тонг-хоу) конфедерације.
- Јерменско писмо је осмислио Месроп Маштоц.
- Јапански суд званично усваја кинески систем писања.
- Теона Александријски, грчки математичар, умире у 70. години, док му је у раду помагала његова ћерка Хипатија.
- Јеронимов превод Библије на латински Вулгата употпуњен је његовим преводима Танаха са јеврејског језика.
- У римској провинцији Африци, Августин Хипонски се супротставља донатизму као јереси.

## Смрти
- 26. јун – Свети Вигилије, епископ тридентски (р. 353.)
- 11. новембар – Арсакије Тарски, архиепископ цариградски
- Мојсије Мурин, хришћански монах и свештеник (р. 330)
- Муронг Де, цар државе Сјанбеј Јужни Јан (р. 336.)
- Ричу, цар Јапана
- Теона Александријски, последњи управник Александријске библиотеке